# Rakitowo (gmina)
Rakitowo (bułg. Община Ракитово)  − gmina w zachodniej Bułgarii, w obwodzie Pazardżik.

## Miejscowości
Miejscowości wchodzące w skład gminy Rakitowo:
- Dorkowo (bułg.: Дорково),
- Kostandowo (bułg.: Костандово),
- Rakitowo (bułg.: Ракитово) − siedziba gminy.